# Nai tơ ngơ ngác Nokotan
Nai tơ ngơ ngác Nokotan (しかのこのこのここしたんたん Shikanoko Nokonoko Koshitantan, n.đ. 'Bé nai vô tư đang bị đưa vào tầm ngắm'), tên tiếng Anh: My Deer Friend Nokotan (Người bạn nai Nokotan của tôi), là một series manga Nhật Bản được sáng tác và minh họa bởi Oshioshio. Bộ truyện được đăng dài kỳ trên tạp chí manga Shōnen Magazine Edge của Kodansha vào tháng 11 năm 2019. Sau khi tạp chí này ngừng xuất bản vào tháng 10 năm 2023, bộ truyện được chuyển sang đăng tại trang web Magazine Pocket vào tháng 12 cùng năm. 
Bộ anime truyền hình chuyển thể từ bộ truyện được sản xuất bởi Wit Studio, và đã ra mắt vào tháng 7 năm 2024.
Tại Việt Nam, bộ truyện được phát hành bởi Nhà xuất bản Kim Đồng từ ngày 10 tháng 3 năm 2025 với tựa tiếng Việt là Nai tơ ngơ ngác Nokotan.

## Cốt truyện
Koshi Torako là một nữ sinh trung học xinh đẹp và nổi tiếng, cô luôn cố gắng duy trì vẻ ngoài nghiêm túc và gương mẫu của mình nhưng cô có quá khứ là một chị đại giang hồ. Tuy nhiên, vào một ngày nọ, cô vô tình cứu được một cô gái nai kỳ lạ bị treo lơ lửng trên đường dây điện khi đang trên đường đến trường. Sau đó, cô gái nai đó chuyển đến trường của Torako, cô tự giới thiệu mình là Shikanoko Noko và mọi người cứ gọi cô là "Nokotan". Vì lý do nào đó, Nokotan nhìn ra được quá khứ giang hồ mà Torako đang cố che giấu và liên tục gọi cô là "bà chị nữ quái" nên Torako đành chấp nhận biệt danh "Koshitan" mà Nokotan đặt cho, và Nokotan bắt đầu lôi kéo Torako vào những trò hề kỳ quái của mình như để Torako làm chủ tịch Câu lạc bộ Nai của trường do Nokotan thành lập với mục đích là "chăm sóc nai". Trong khi đó, Torako dường như là người duy nhất nhận thấy điều gì đó không ổn với Nokotan nên đã xảy ra nhiều tình huống dở khóc dở cười. Sau đó Câu lạc bộ Nai có thêm hai thành viên mới: Koshi Anko, cô em gái yandere của Torako, và Bashame Meme, một nữ sinh rất cuồng Nokotan và luôn muốn được trở thành một con nai.

## Nhân vật
Shikanoko Noko (鹿乃子のこ (Lộc Nãi Tử Noko)) / Nokotan (のこたん)
Lồng tiếng bởi: Han Megumi
Một cô gái lai nai (thực chất là hươu sao) bí ẩn xuất hiện đột nhiên xuất hiện trước Torako, tuyên bố rằng mình có thể "ngửi thấy" quá khứ côn đồ của Torako và không chịu rời xa cô ấy sau khi được giải cứu khỏi bị kẹt trên đường dây điện. Cuối cùng cô chuyển đến lớp của Torako và ngồi bên cạnh.
Tương tự như loài nai, Noko rất thích bánh quy nai và nghịch gạc nai mọc ra từ đầu cô. Đặc biệt hơn, gạc của cô có thể đóng mở và chứa bất cứ thứ gì từ chất nổ, thức ăn, đến cả phần phụ giống như xúc tu hoặc thậm chí được sử dụng làm đòn bẩy để đóng mở đầu của Noko. Noko cũng để cỏ, bánh quy nai và tiền tiết kiệm ở trong đầu mình, đầu cô cũng có khả năng pha cà phê (nghĩa là đầu của Noko không có não). Gạc của cô cũng có thể ăn được, nhưng có vị nhạt và khó ăn. Chúng cũng mọc theo thói quen và tự động rụng khi quá dài.
Cô tự lập Câu lạc bộ Nai ở trường, nơi các thành viên câu lạc bộ phải chăm sóc những con nai như Noko. Cô cũng có thể lột xác (là lột da như Torako nghĩ), chữa lành mọi vết thương trên cơ thể bất kể nó có nghiêm trọng đến mức nào và có thể giao tiếp với những con nai bình thường. Có vẻ Noko có sức mạnh ảnh hưởng đến những người xung quanh mình, vì các bạn cùng lớp và giáo viên cũng như du khách từ Vườn thú Hino không bận tâm đến ngoại hình hay trò hề của cô và rất ủng hộ (chỉ có Torako thì không).
Noko làm việc bán thời gian tại Vườn thú Hino với tư cách là một con nai, cũng như tại Đền Nai của Hino với tư cách là Thần Nai.
Koshi Torako (虎視虎子 (Hổ Thị Hổ Tử)) / Koshitan (こしたん)
Lồng tiếng bởi: Saki Fujita
Một cựu chị đại giang hồ đang cố gắng tạo dựng hình ảnh một người bạn cùng lớp lý tưởng, gương mẫu tại trường trung học, nhưng việc phải đối phó với Noko đã kéo cô trở lại những thói quen cũ khi cô phải cố gắng xử lý đống phiền phức mới trong cuộc sống của mình. Sau đó, cô miễn cưỡng phải trở thành Chủ nhiệm Câu lạc bộ Nai của trường do Noko thành lập. Đây là nơi Noko và những người bạn nai khác gặp nhau sau giờ học.
Koshi Anko (虎視餡子 (Hổ Thị Hãm Tử)) Koshian (こしあん)
Lồng tiếng bởi: Tanabe Rui
Em gái của Torako, bị ám ảnh Torako đến mức cô đã cố ám sát Noko vì nghĩ rằng Noko đã lấy hết sự chú ý của chị gái mình. Sau khi đấu với Noko để giành chiến thắng trong một cuộc thi đố vui về Torako, Anko đã hiểu hơn về Torako và trong học kỳ tiếp theo, cô quyết định gia nhập Câu lạc bộ Nai.
Bashame Meme (馬車芽めめ (Mã Xa Nha Meme)) Bashame (ばしゃめ)
Lồng tiếng bởi: Izumi Fūka
Một học sinh năm nhất tuyên bố rằng cô muốn trở thành một con nai sau khi được Noko tặng một chiếc bánh quy nai trước lễ khai giảng nên đã tham gia Câu lạc bộ Nai. Hiện tại cô gần gũi về mặt tinh thần với một con nai, nhưng vẫn là một con người. Cô thích nấu cơm và có ước mơ trồng một cánh đồng lúa của riêng mình.
Nekoyamada Neko (猫山田根子 (Miêu Sơn Điền Căn Tử)) Nekochan (ねこちゃん)
Lồng tiếng bởi: Kubo Yurika
Cô là phó chủ tịch hội học sinh của trường dưới quyền Torako. Cô luôn coi Câu lạc bộ Nai là đối thủ của mình và cố gắng loại bỏ Câu lạc bộ Nai cũng như muốn Torako rời khỏi vị trí Chủ tịch Hội học sinh (cô luôn thất bại). Cô than vãn giống mèo, luôn mang theo một chiếc ghế đẩu bên mình khi cần thiết để đứng trên nó (vì cô quá lùn) và cô diện trang phục thủy thủ nữ sinh rộng thùng thình với ống tay áo dài.
Tanukikōji Kinu (狸小路絹 (Li Tiểu Lộ Quyên)) Tanuki (たぬき)
Lồng tiếng bởi: Tsuchiya Rio
Thư ký Hội học sinh. Cô hay suy nghĩ quá nhiều và phản ứng thái quá với các vấn đề ảnh hưởng đến mình. Món ăn đặc trưng của cô là Tamago kake gohan với vỏ trứng. Cô trở thành thành viên của Câu lạc bộ Nai.
Tsubameya Chiharu (燕谷千春 (Yến Cốc Thiên Xuân)) Tsubame (つばめ)
Lồng tiếng bởi: Akasaki Chinatsu
Thủ quỹ của Hội học sinh, cô có vẻ trầm tính và xa cách, nhưng thực ra lại là một fan hâm mộ lớn của Noko-tan. Anh trai cô là Yoshiharu. Cô trở thành thành viên của Câu lạc bộ Nai sau đó.

## Truyền thông

### Manga
Được sáng tác và minh họa bởi Oshioshio, Shikanoko Nokonoko Koshitantan bắt đầu được đăng dài kỳ trên tạp chí manga shōnen Shōnen Magazine Edge của Kodansha vào ngày 15 tháng 11 năm 2019. Sau khi số cuối cùng của Shōnen Magazine Edge được xuất bản vào ngày 17 tháng 10 năm 2023, bộ truyện được chuyển sang đăng tại trang web Magazine Pocket vào ngày 20 tháng 12 cùng năm. Các chương của bộ truyện đã được tập hợp thành sáu tập tankōbon tính đến tháng 7 năm 2024.

#### Danh sách tập truyện
| # | Phát hành tiếng Nhật | Phát hành tiếng Nhật | Phát hành tiếng Việt | Phát hành tiếng Việt |
| # | Ngày phát hành       | ISBN                 | Ngày phát hành       | ISBN                 |
| - | -------------------- | -------------------- | -------------------- | -------------------- |
| 1 | 17 tháng 7 năm 2020  | 978-4-06-520245-6    | 10 tháng 3 năm 2025  | 978-604-2-23517-4    |
| 2 | 17 tháng 2 năm 2021  | 978-4-06-522330-7    | 14 tháng 4 năm 2025  | 978-604-2-23518-1    |
| 3 | 17 tháng 2 năm 2022  | 978-4-06-526851-3    | 5 tháng 5 năm 2025   | 978-604-2-23519-8    |
| 4 | 16 tháng 2 năm 2023  | 978-4-06-530787-8    | 2 tháng 6 năm 2025   | 978-604-2-23520-4    |
| 5 | 9 tháng 5 năm 2024   | 978-4-06-535574-9    | 7 tháng 7 năm 2025   | 978-604-2-23534-1    |
| 6 | 9 tháng 7 năm 2024   | 978-4-06-536165-8    | 4 tháng 8 năm 2025   | 978-604-2-23535-8    |
| 7 | 7 tháng 3 năm 2025   | 978-4-06-538743-6    | —                    | —                    |

### Anime
Một loạt phim truyền hình anime chuyển thể bộ truyện đã được công bố vào ngày 13 tháng 3 năm 2024. Bộ anime do Wit Studio sản xuất và Ohta Masahiko làm đạo diễn, với Aoshima Takashi viết và giám sát kịch bản, Tsujimura Ayumu phụ trách thiết kế nhân vật và Misawa Yasuhiro phụ trách sáng tác nhạc phim. Bộ phim dự kiến được ra mắt vào ngày 7 tháng 7 năm 2024 trên kênh Tokyo MX và BS NTV. Bài hát chủ đề mở đầu "Shikairo Days" (シカ色デイズ , Ngày có màu nai) do Megumi Han, Saki Fujita, Rui Tanabe và Fūka Izumi thể hiện với tư cách là các nhân vật tương ứng họ lồng tiếng trong Câu lạc bộ Nai, trong khi đó bài hát chủ đề kết thúc "Shika-senbei no Uta" (シカせんべいのうた , Bài ca bánh quy nai) do Han và Fujita thể hiện. Remow cấp phép bộ anime và thông báo phát sóng trực tuyến trên 140 quốc gia và vùng lãnh thổ thông qua Amazon Prime Video, Anime Onegai và Crunchyroll cũng như các nền tảng phát sóng trực tuyến khác. Ngoài ra, phía công ty phân phối có trụ sở tại Nhật Bản còn cung cấp phiên bản phụ đề tiếng Việt do nhóm dịch A4VFansub thực hiện trên kênh YouTube It's Anime và nền tảng iQIYI.

#### Danh sách tập phim
| TT. | Tiêu đề | Đạo diễn                      | Biên kịch       | Bảng phân cảnh   | Ngày phát hành gốc  |
| --- | --- | ----------------------------- | --------------- | ---------------- | ------------------- |
| 1   | "Gái gặp nai" Chuyển ngữ: "Gāru・Mītsu・Shika" (tiếng Nhật: ガール・ミーツ・シカ)                                                                   | Ohta Masahiko                 | Aoshima Takashi | Ohta Masahiko    | 7 tháng 7 năm 2024  |
| 2   | "Nai gặp ám nữ" Chuyển ngữ: "Shika・Mītsu・Kura Gāru" (tiếng Nhật: シカ・ミーツ・暗ガール)                                                          | Otani Masahito                | Sugihara Kenji  | Ohta Masahiko    | 14 tháng 7 năm 2024 |
| 3   | "Học sinh mới, Bashame" Chuyển ngữ: "Bashame Nyūgaku" (tiếng Nhật: ばしゃめ入学)                                                                    | Arai Shōgo                    | Kono Takamitsu  | Arai Shōgo       | 21 tháng 7 năm 2024 |
| 4   | "CLB nai trở thành mục tiêu" Chuyển ngữ: "Nerawareta Shikabu" (tiếng Nhật: 狙われたシカ部)                                                          | Sanuma Ken                    | Yamada Yasunori | Oguro Akira      | 28 tháng 7 năm 2024 |
| 5   | "Bắt lấy điểm yếu!!" Chuyển ngữ: "Aitsu no Yowami o Nigire!!" (tiếng Nhật: アイツの弱みをにぎれ!!)                                                  | Horiuchi Naoki                | Sugihara Kenji  | Namura Hidetoshi | 4 tháng 8 năm 2024  |
| 6   | "Lễ hội nai mùa hè" Chuyển ngữ: "Natsu no Shika Matsuri" (tiếng Nhật: 夏のシカ祭り)                                                                 | Aoki Yuyoshi                  | Aoshima Takashi | Osumi Takaharu   | 11 tháng 8 năm 2024 |
| 7   | "Shikacole, tiếp đãi, phát sóng các thứ" Chuyển ngữ: "Shikakore Toka Haishin Toka Omotenashi Toka" (tiếng Nhật: シカコレとか配信とかおもてなしとか) | Maki Marina                   | Kono Takamitsu  | Shimura Hiroaki  | 18 tháng 8 năm 2024 |
| 8   | "Nai đi, nai đến" Chuyển ngữ: "Yuku Shika, Kuru Shika" (tiếng Nhật: ゆくシカ、くるシカ)                                                             | Sanuma Ken                    | Yamada Yasunori | Sanuma Ken       | 25 tháng 8 năm 2024 |
| 9   | "Hoàn thành đại hội thể thao nào!" Chuyển ngữ: "Taiikusai wo Yaritogero!)" (tiếng Nhật: 体育祭をやり遂げろ!)                                        | Tsushima Yurika               | Sugihara Kenji  | Oguro Akira      | 1 tháng 9 năm 2024  |
| 10  | "Tất cả là tại mùa xuân..." Chuyển ngữ: "Zenbu, Haru no Sei..." (tiếng Nhật: 全部、春のせい…)                                                       | Arai Shōgo                    | Yamada Yasunori | Arai Shōgo       | 8 tháng 9 năm 2024  |
| 11  | "Truy đuổi và bị truy đuổi" Chuyển ngữ: "The Pursuer and the Pursued"                                                                               | Zenichiro Ito & Arimoto Jirou | Kono Takamitsu  | Shimura Hiroaki  | 15 tháng 9 năm 2024 |
| 12  | "Tạm biệt Nokotan!? CLB nai sẽ sống mãi" Chuyển ngữ: "Saraba Nokotan!? Shika-bu yo Eien ni" (tiếng Nhật: さらばのこたん!? シカ部よ永遠に)           | Ohta Masahiko                 | Aoshima Takashi | Ohta Masahik     | 22 tháng 9 năm 2024 |